# Lista de adaptações de obras de Stephen King
Esta é uma lista de mídias baseadas no trabalho de Stephen King (incluindo os lançados sob o pseudônimo Richard Bachman).

## Filmes
Fonte:
- 1976 - Carrie (Baseado no livro de 1974)
- 1980 - The Shining (O Iluminado) (Baseado no livro de 1976)
- 1982 - Creepshow (Creepshow - Arrepio do Medo) (Consiste em 5 pequenos filmes; dois baseados nos contos 'Weeds' de 1976 e 'The Crate' de 1979; e os outros foram escritos especialmente para o filme)
- 1983 - Cujo (Cão Raivoso) (Baseado no livro de 1981)
- 1983 - The Dead Zone (Na Hora da Zona Morta) (Baseado no livro de 1979)
- 1983 - Christine, o Carro Assassino (Baseado no livro de 1983)
- 1984 - Children of The Corn (As Crianças do Milharal) (Baseado no conto, localizado no livro 'Sombras da Noite', de 1977)
- 1984 - Firestarter (A Incendiária) (Baseado no livro de 1980)
- 1985 - Cat's Eye (Olhos de Gato) (Consiste em três pequenos filmes; dois baseados nos contos 'Ex-Fumantes Ltda.' de 1978 e 'The ledge' de 1976; e o outro foi escrito especialmente para o filme)
- 1985 - Silver Bullet (A Hora do Lobisomem ou Bala de Prata) (Baseado no livro 'A Hora do Lobisomem' de 1983)
- 1986 - Maximum Overdrive (Comboio do Terror) (Baseado no conto 'Caminhões' de 1973)
- 1986 - Stand By Me (Conta Comigo) (Baseado no conto 'O Corpo', localizado no livro 'Quatro Estações', de 1982)
- 1987 - Creepshow 2 (Show de Horrores) (Sequência do filme de 1982, consiste em três pequenos filmes, um baseado no conto 'The Raft' de 1982; e os outros dois foram escritos especialmente para o filme)
- 1987 - A Return to Salem's Lot ( O Retorno a Salem's Lot) (Sequência da mini serie de 1979)
- 1987 - The Running Man (O Sobrevivente) (Baseado no livro de 1982)
- 1989 - Pet Sematary (Cemitério Maldito) (Baseado no livro de 1983)
- 1990 - It : Uma Obra Prima Do Medo
- 1990 - Tales From the Darkside: The Movie (Contos da Escuridão) (Consiste em três filmes pequenos; um baseado no conto 'The Cat From Hell' de 1977; e os outros dois não tem conexão com o King)
- 1990 - Graveyard Shift (A Criatura do Cemitério) (Baseado no conto de 1970)
- 1990 - Misery (Louca Obsessão) (Baseado no livro de 1987)
- 1992 - The Lawnmower Man (O Passageiro do Futuro) (Baseado no conto de 1976)
- 1992 - Sleepwalkers (Sonâmbulos) (Roteiro Original)
- 1992 -  Pet Sematary 2 (Cemitério Maldito 2) (Sequência do filme de 1989)
- 1993 - Children of the Corn II: The Final Sacrifice (Colheita Maldita 2: O Sacrifício Final) (Sequência do filme de 1984; única sequência a ser apresentada em forma de teatro)
- 1993 - The Dark Half (A Metade Negra) (Baseado no conto de 1989)
- 1993 - Needful Things (Trocas Macabras) (Baseado no conto de 1990)
- 1994 - The Shawshank Redemption (Um Sonho de Liberdade) (Baseado no conto 'Rita Hayworth and Shawshank Redemption' de 1982, localizado no livro 'Quatro Estações')
- 1995 - The Mangler (Mangler, O Grito de Terror) (Baseado no conto de 1972)
- 1995 - Dolores Claiborne (Eclipse Total) (Baseado no conto de 1993)
- 1995 - Children of the Corn III: Urban Harvest (Colheita Maldita 3: Colheita Urbana) (Sequência do filme de 1993; primeira sequência a ser lançada diretamente em vídeo)
- 1996 - Sometimes They Come Back... Again (As Vezes Eles Voltam 2) (Sequência do filme para a TV de 1991)
- 1996 - Children of the Corn IV: The Gathering (Colheita Maldita 4) (Sequência do filme de 1995)
- 1996 - Thinner (A Maldição) (Baseado no livro de 1984)
- 1997 - The Night Flier (Voo Noturno) (Baseado no conto de 1988)
- 1998 - Children of the Corn V: Fields of Terror (Colheita Maldita 5) (Sequência do filme de 1996)
- 1998 - Apt Pupil (O Aprendiz) (Baseado no conto de 1982)
- 1998 - Sometimes They Come Back… for More (As Vezes Eles Voltam... Para Sempre!) (Sequência do filme de 1996)
- 1999 - The Rage: Carrie 2 (A Maldição de Carrie) (Sequência do filme de 1976)
- 1999 - Children of the Corn 666: Isaac's Return (Colheita Maldita 666 - Isaac Está de Volta) (Sequência do filme de 1998)
- 1999 - The Green Mile (A Espera de Um Milagre) (Baseado no livro de 1986)
- 2001 - Hearts in Atlantis (Lembranças de Um Verão) (Baseado no conto de 1999,  'Low Men In Yellow Coats')
- 2001 - Children of the Corn: Revelation (Colheita Maldita 7) (Sequência do filme de 1999)
- 2001 - The Mangler 2 (Pânico Virtual) (Sequência do filme de 1995)
- 2002 - Firestarter 2: Rekindled (Vingança Em Chamas) (sequência do filme de 1984)
- 2003 - Dreamcatcher (O Apanhador de Sonhos) (baseado no livro de 2001)
- 2004 - Secret Window (Janela Secreta) (Baseado no conto Secret Window, Secret Garden de 1990)
- 2004 - Riding the Bullet (Montando na Bala) (baseado no conto de 2000, localizado no livro 'Tudo é Eventual')
- 2005 - The Mangler Reborn (Mangler - O Massacre) (sequência do filme de 2001)
- 2007 - Creepshow III (Creepshow 3 - Forças do Mal) (Sequência não oficial do filme de 1987; consiste em 5 pequenos filmes, nenhum escrito pelo King)
- 2007 - 1408 (1408) (baseado no conto de 1999)
- 2007 - The Mist (O Nevoeiro) (Baseado no conto de 1980, localizado no livro Tripulação de Esqueletos )
- 2007 - No Smoking (Não Fume) (Baseado  no conto Ex-Fumantes Ltda; localizado no livro Sombras da Noite)
- 2009 - Dolan's Cadillac (Sede de Vingança) (Baseado no conto de 1985)
- 2011 - Children of the Corn: Genesis (Colheita Maldita: Genesis) (Sequência do filme de 2001)
- 2013 - Carrie (Carrie, A Estranha) (Terceira adaptação do livro de 1974) (Apesar de terem versões anteriores, esse filme não e considerado um remake, mas sim uma nova adaptação)
- 2014 - A Good Marriage (Baseado no conto de 2010, com roteiro feito pelo King)
- 2014 - Mercy (Baseado no conto 'Vovó' de 1985, localizado no livro Tripulação de Esqueletos)
- 2015 - Cell (Celular) (Baseado no livro de 2006, com roteiro feito pelo King)
- 2017 - The Dark Tower (Não adapta nenhum livro da série e tem apenas vagas inspirações dos dois primeiros livros)
- 2017 - It - Capítulo Um (Baseado na primeira parte do livro de 1986)
- 2017 - Jogo Perigoso (Filme da Netflix baseado no livro de 1992)
- 2019 - Pet Sematary (Cemitério Maldito)
- 2019 - It - Capítulo Dois (Baseado na segunda parte do livro de 1986)
- Campo do Medo (Filme original Netflix)
- 2019 - Doutor Sono (Continuação de O Iluminado)
- 2023- Tudo o que Você Ama Será Destruído (Adaptação de um conto)
- 2025- O Macaco (Adaptação de The Monkey)

## Televisão

### Séries e Filmes
- 1979 - Salem's Lot (A Mansão Marsten) (minissérie baseada no livro de 1975)
- 1990 - It (It - Uma Obra Prima do Medo) (minissérie baseada no livro de 1986, mais tarde foi lançada como filme)
- 1991 - Sometimes They Come Back (As Vezes Eles Voltam) (telefilme baseado no conto de 1974)
- 1991 - Golden Years (Série para a TV, roteiro original)
- 1993 - The Tommyknockers (Os Estranhos) (minissérie baseada no livro de 1987)
- 1994 - The Stand (A Dança da Morte) (minissérie baseada no livro de 1978)
- 1995 - The Langoliers (Fenda no Tempo) (minissérie baseada no livro de 1990)
- 1997 - The Shining (minissérie, segunda adaptação do livro de 1977)
- 1997 - Trucks (Trucks - Comboio do Terror) (Baseado no conto de 1978)
- 1997 - Quicksilver Highway (A Maldição de Quicksilver) (Dois pequenos filmes: um baseado no conto "Chattery Teeth", de 1993, e o outro, num conto de Clive Barker)
- 1999 - Storm of the Century (minissérie, roteiro original)
- 2002 - Rose Red (A Casa adormecida) (minissérie, roteiro original)
- 2002-2007 - The Dead Zone (A Zona Morta) (Série para a TV, segunda adaptação do livro de 1979)
- 2002 - Carrie (Carrie, A Estranha) (Segunda adaptação do livro de 1974)
- 2003 - The Diary of Ellen Rimbauer(O Diário de Ellen Rimbauer) (Precededor de 'Rose Red')
- 2004 - Kingdom Hospital (Reino Hospitalar) (Série para a TV baseada na minissérie The Kingdom, de Lars Von Trier)
- 2004 - Salem's Lot  (A Mansão Marsten) (minissérie, segunda adaptação do livro de 1975)
- 2006 - Desperation (Desespero) (Baseado no livro de 1976)
- 2006 - Nightmares and Dreamscapes (Pesadelos e Paisagens Noturnas) (minissérie para a TV; oito episódios baseados em oito contos, do livro Pesadelos e Paisagens)
- 2009 - Children of the Corn (A Colheita Maldita) (Segunda adaptação do conto de 1977)
- 2010-2015 - Haven (Série de TV vagamente inspiradas nos personagens e nas situações do livro The Colorado Kid, de 2005)
- 2011 - Bag of Bones (Saco de Ossos) (minissérie baseado no livro de 1998)
- 2013-2015 - Under The Dome (Sob a Redoma) (Baseado no livro de 2009)
- 2014 - Big Driver (Série de TV, baseado no conto do livro Full Dark, No Stars)
- 2016 - 11.22.63 - (Minissérie baseada livro Novembro de 63.)
- 2017 - Mr. Mercedes - (Série baseada no livro Mr. Mercedes)
- 2017 - The Mist - (O Nevoeiro) (série baseada no conto "O Nevoeiro")
- 2018 - Castle Rock (Série do universo da cidade fictícia de Castle Rock)
- 2019 - Creepshow (Continuação dos dois primeiros filmes da franquia Creepshow)
- 2020 - The Outsider (Baseada no livro de mesmo nome)
- 2020 - The Stand (Adaptação de um livro de mesmo nome)

### Episódios
- 1984 - "Word Processor of the Gods" (Episódio de 'Tales From the Darkside', baseado no conto de 1983)
- 1986 - "Gramma" (Episódio de 'The Twilight Zone', baseado no conto de 1984)
- 1987 - "Sorry, Right Number" (Episódio de 'Tales From the Darkside', roteiro original)
- 1991 - "The Moving Finger" (Episódio de 'Monsters', baseado no conto de 1990)
- 1997 - "The Revelations of Becka Paulson" (Episódio de 'The Outer Limits', baseado no conto de 1984)
- 1998 - "Chinga" (Episódio de 'The X-Files', roteiro original)
- 2010 - "Caregiver" (Episódio de "Sons of Anarchy", participação especial)